# Sandy Mölling
Sandy Mölling (née le 27 avril 1981 à Wuppertal), est une chanteuse/compositrice et présentatrice de télévision allemande. Elle s'est fait connaître du public en 2000 lorsqu'elle participe au groupe musical féminin allemand No Angels, le girl group allemand qui a vendu le plus d'albums.
Après le succès de No Angels entre 2000 et 2003, le groupe se sépare et la chanteuse se lance dans une carrière solo. Elle sort deux albums, Unexpected en 2004 et Frame of Mind en 2006 ainsi que plusieurs singles. Elle sera sélectionnée pour l'Echo Awards pour le prix de "Meilleure artiste du pays". Elle débute également une carrière de présentatrice de télévision et une carrière d'actrice en particulier dans des comédies.

## Biographie
Sandy Mölling est née à Wuppertal en Allemagne, ses parents sont Lothar Mölling et Dagmar Sprenger. Elle a trois frères et une plus jeune sœur. Ses parents divorcent et elle déménage alors avec sa mère à Coblence où elle termine ses études secondaires avant de commencer une carrière de vendeuse dans un magasin de vêtements.
En 2000, Mölling participe aux auditions pour la version allemande de l'émission de télévision Popstars qui essaie de dénicher de jeunes talents en musique. Au terme de l'émission, elle sera finalement choisie parmi les quelques privilégiées pour former le girl group No Angels. Le groupe sort assez vite le premier titre intitulé Daylight in Your Eyes, puis l'album Elle'ments (2001). La chanson et l'album grimpent très vite au sommet des classements en Autriche, Allemagne et en Suisse. Les années suivantes, le groupe sort les albums à succès Now... Us! et Pure ainsi que l'album When the Angels Swing. Au total, le groupe vendra plus de cinq millions d'albums et de singles ce qui fait du groupe le groupe allemand le plus vendeur dans le genre. En septembre 2003, alors qu'il ne reste plus que quatre chanteuses dans le groupe (Jessica Wahls ayant quitté le groupe à la suite de la naissance de sa fille), les membres de No Angels décident de se séparer. Seul un album reprenant les meilleurs titres sortira encore en novembre : The Best of No Angels.

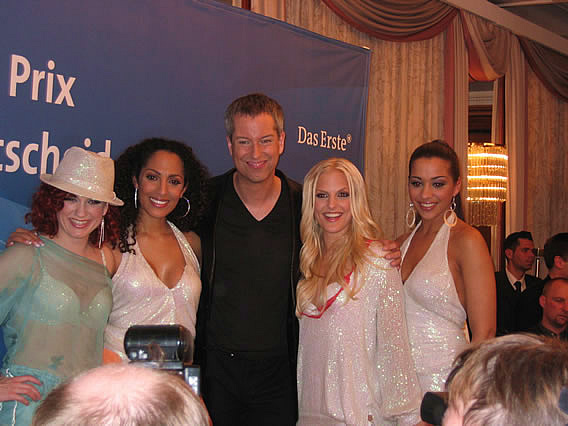
Sandy Mölling, deuxième en partant de la droite lors du concours Eurovision de la chanson 2008.

En 2004, Sandy Mölling débute alors une carrière en solo et sort son premier titre Unnatural Blonde qui connaît un succès tout comme son second titre Tell Me. En septembre 2004, elle sort l'album Unexpected qui grimpa haut dès le début dans les classements allemands. En 2005, elle est sélectionnée pour le prix ECHO de la « Meilleure chanteuse du pays ». Elle sort ensuite l'album Frame of Mind en mai 2006. En parallèle, elle participe à diverses émissions télévisées.
En 2006 elle arrive 3e de la première saison de Let's Dance, la version allemande de Dancing with the Stars. 
En mars 2008, le groupe se reforme et représente l'Allemagne au Concours Eurovision de la chanson à Belgrade. Bien que des idées de relancer le groupe No Angels aient été évoquées, les chanteuses continuent à chanter en solo. Sandy Mölling présente plusieurs émissions sur des chaînes allemandes : Autsch TV sur Das Vierte, Du bist... et Damenwahl sur la chaîne musicale Viva. Sandy est maman depuis le 28 mars 2009.

## Discographie

### Albums
| Année | Titre         | Classement | Classement | Classement |
| Année | Titre         | Allemagne  | Autriche   | Suisse     |
| ----- | ------------- | ---------- | ---------- | ---------- |
| 2004  | Unexpected    | 13         | 73         | 91         |
| 2006  | Frame of Mind | 53         | -          | -          |

### Simples
| Année | Titre                          | Classement | Classement | Classement | Album         |
| Année | Titre                          | Allemagne  | Autriche   | Suisse]    | Album         |
| ----- | ------------------------------ | ---------- | ---------- | ---------- | ------------- |
| 2004  | "Unnatural Blonde"             | 8          | 29         | 41         | Unexpected    |
| 2004  | "Tell Me"                      | 10         | 34         | 46         | Unexpected    |
| 2005  | "Unexpected" (avec Manuellsen) | 29         | 52         | -          | Unexpected    |
| 2006  | "Crash"                        | 24         | -          | -          | Frame of Mind |
| 2006  | "Living Without You"           | 36         | 71         | -          | Frame of Mind |